# Eudisten
De katholieke Congregatie van Jezus en Maria (ook wel: Eudisten; Latijn: Congregatio Iezu et Mariae (Eudistarum); afgekort: CIM) werd gesticht in 1643 door Jean Eudes (1601–1680). Naar hun stichter worden ze ook Eudisten genoemd. Het is een gemeenschap van apostolisch leven.
De congregatie houdt zich bezig met missiewerk.